# 萧新槐
萧新槐（1907年1月7日—1980年8月2日），字贤怀，又名荣新，男，湖南宜章人，中国人民解放军中将。曾获朝鲜民主主义人民共和国二级国旗勋章，一级八一勋章、一级独立自由勋章、一级解放勋章。